# Dansk Atletik Forbund
La Dansk Atletik Forbund (DAF) è una federazione sportiva che ha il compito di promuovere la pratica dell'atletica leggera e coordinarne le attività dilettantistiche ed agonistiche in Danimarca.